# Arrunden
Arrunden – wieś w Anglii, w hrabstwie West Yorkshire, w dystrykcie Kirklees. Leży 33 km na południowy zachód od miasta Leeds i 254 km na północny zachód od Londynu.